# Daniela Requena
Daniela Requena Esteve (Valencia, 1992) es una escritora, periodista, influencer y activista por los derechos de las personas trans española.

## Biografía
Estudió Periodismo en la Universidad Complutense de Madrid. En su carrera como comunicadora ha participado en Espejo Público de Antena 3 como colaboradora, y presenta su propio consultorio sexual en formato podcast en Spotify, llamado X preguntas.
Como activista ha sido secretaria del área LGTBI y Diversidad del PSOE de Valencia.
En 2022 publicó Mamá, soy mujer. Diario de una chica trans, un libro autobiográfico.

## Trayectoria televisiva
| Año         | Programa                | Medio       | Notas                              |
| ----------- | ----------------------- | ----------- | ---------------------------------- |
| 2018        | Sábado Deluxe           | Telecinco   | Redactora                          |
| 2021        | Gente maravillosa       | Canal Sur   | Invitada                           |
| 2021; 2023  | Viernes Deluxe          | Telecinco   | Invitada                           |
| 2021 - 2022 | Espejo público          | Antena 3    | Colaboradora                       |
| 2022        | Viva la vida            | Telecinco   | Invitada                           |
| 2022 - 2023 | Pesadilla en El Paraíso | Telecinco   | Concursante - 3.ª finalista (2022) |
| 2022 - 2023 | Pesadilla en El Paraíso | Telecinco   | Colaboradora (2023)                |
| 2023        | ¡Fiesta!                | Telecinco   | Invitada                           |
| 2023        | Solos/Solas             | Mitele PLUS | Participante (9 días)              |
| 2023 - 2024 | Som de Casa             | À punt      | Colaboradora                       |
| 2024        | Socialité               | Telecinco   | Redactora y reportera              |
| 2024 - 2025 | Palabra de Honor        | Canal 13    | Concursante - 17.ª eliminada       |
| 2025        | Bona Vesprada           | À punt      | Colaboradora                       |

## Publicaciones
- Mamá, soy mujer. Diario de una chica trans (2022, Editorial Planeta)